# Белокрылый тугайный соловей
Белокрылый тугайный соловей (лат. Cercotrichas leucophrys) — вид воробьиных птиц семейства мухоловковых (Muscicapidae). Обитает в Восточной, Центральной и Южной Африке.

## Описание

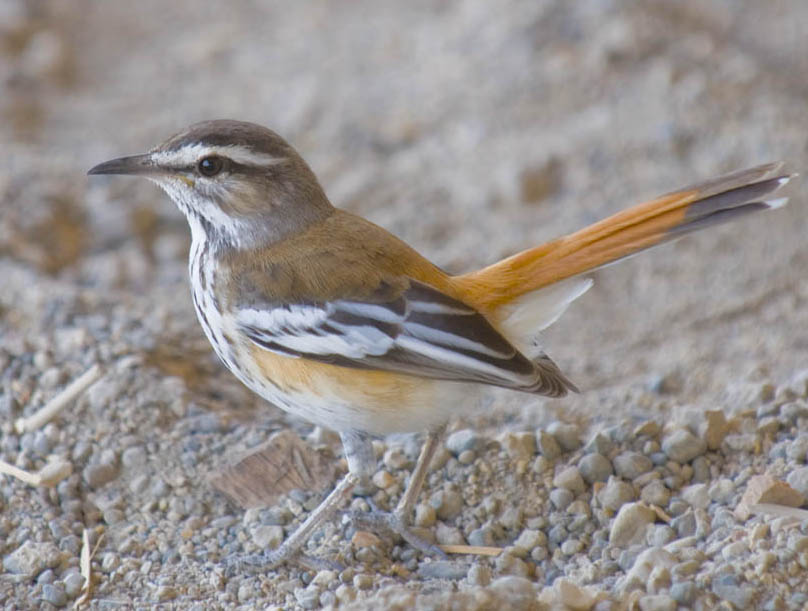
подвид C. l. zambesiana

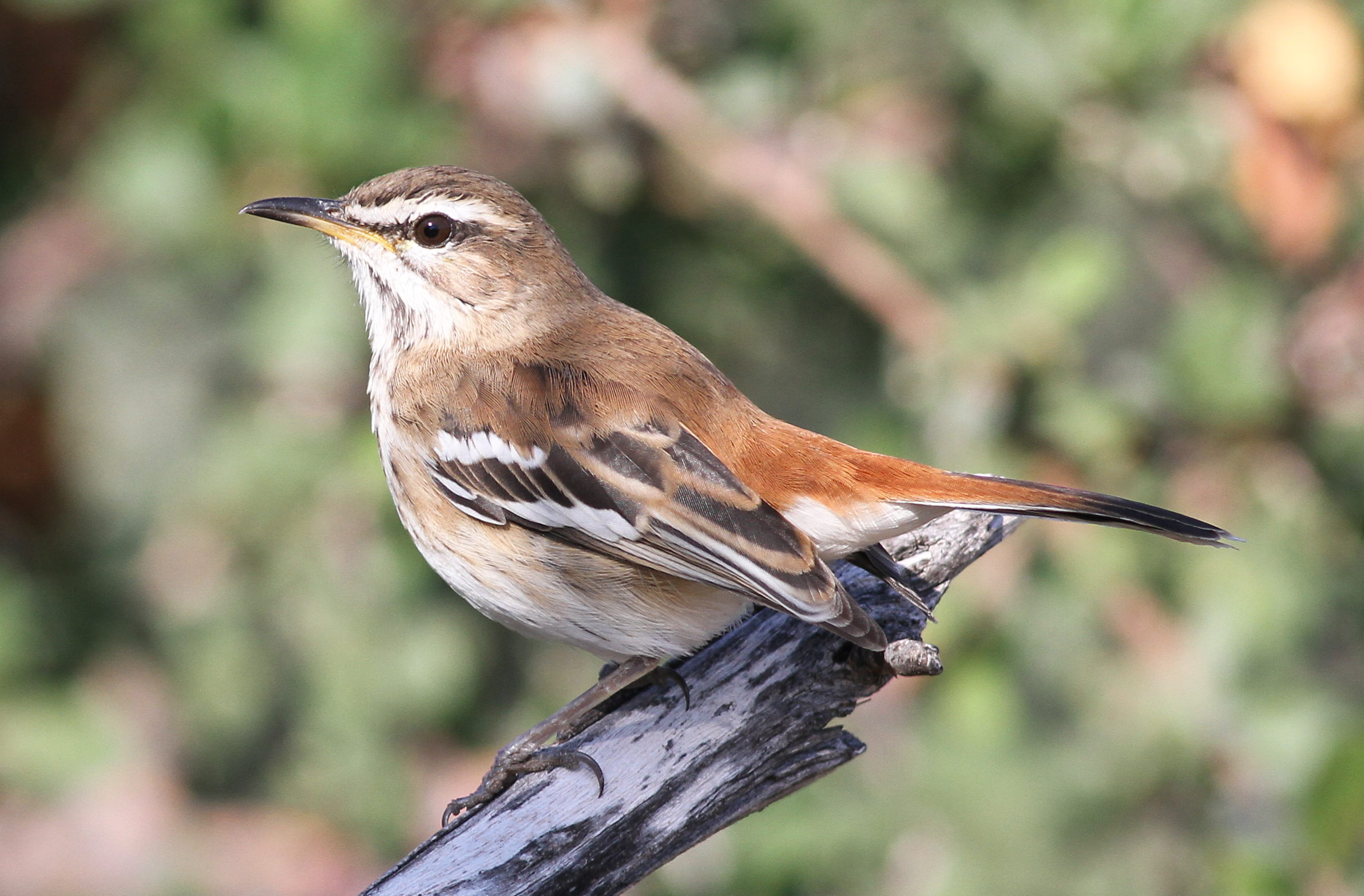
подвид C. l. leucophrys

Длина птицы составляет 14—16,5 см. Виду не присущ половой диморфизм. Темя каштановое, оливково-коричневое или серовато-коричневое. Над глазами белые «брови». Крылья тёмные, кроющие перья крыльев с белыми кончиками. На груди чёрные полосы, количество которых разнится в зависимости от подвида. Грудь и бока охристые, спина, в зависимости от подвида, коричневая, каштановая или рыжая. Окраска хвоста варьируется от серовато-коричневого до рыжего цвета, кончик белый.

## Подвиды
Выделяют девять подвидов:
- C. l. leucoptera (Rüppell, 1845) — Южный Судан, Эфиопия, север Сомали и север Кении;
- C. l. eluta (Bowen, 1834) — юг Сомали и северо-запад Кении (к югу до реки Тана);
- C. l. vulpina (Reichenow, 1891) — восточная Кения, центральная и восточная Танзания;
- C. l. brunneiceps (Reichenow, 1891) — центральная и южная Кения, северная Танзания, восточная Уганда;
- C. l. sclateri (Grote, 1930) — центральная Танзания;
- C. l. zambesiana (Sharpe, 1982) — от Южного Судана и севера Демократической Республики Конго до северного Мозамбика и востока Зимбабве;
- C. l. munda (Cabanis, 1880) — от южного Габона до центральной Анголы и запада Демкратической Республики Конго;
- C. l. ovamboensis (Neumann, 1920) — от южной Анголы и северной Намибии до юго-западной Замбии и западного Зимбабве;
- C. l. leucophrys (Vieillot, 1817) — юг Зимбабве и Мозамбика, север и восток ЮАР.

## Распространение и поведение
Белокрылые тугайные соловьи распространены в Восточной, Центральной и Южной Африке. Обитают в саваннах, сухих тропических лесах и кустарниковых зарослях, на полях и плантациях, в садах. Встречаются на высоте до 1400 м над уровнем моря. Ведут преимущественно оседлый образ жизни, за исключением крайнего юга. Питаются насекомыми, в частности, термитами и муравьями, которых ищут на земле. Белокрылые тугайные соловьи являются моногамными птицами, гнездящимися летом. Гнездо сооружается из сухой травы и размещается среди травы на высоте от 10 до 20 см над землей. В кладке три кремовых с коричневыми и пурпурными пятнышками яйца размером 20×14 мм. Насиживает только самка.